# 13820 Schwartz
13820 Schwartz este un asteroid din centura principală de asteroizi.

## Descriere
13820 Schwartz este un asteroid din centura principală de asteroizi. A fost descoperit pe 1 noiembrie 1999 la Fountain Hills (Arizona) de Charles W. Juels. Asteroidul prezintă o orbită caracterizată de o semiaxă mare de 3,11 ua, o excentricitate de 0,17 și o înclinație de 1,2° în raport cu ecliptica.